# Véry
Véry – to miejscowość i gmina we Francji, w regionie Grand Est, w departamencie Moza.
Według danych na rok 1990 gminę zamieszkiwało 112 osób, a gęstość zaludnienia wynosiła 10 osób/km² (wśród 2335 gmin Lotaryngii Véry plasuje się na 933. miejscu pod względem liczby ludności, natomiast pod względem powierzchni na miejscu 521.).